# سیرا رونگه
سیرا رونگه (انگلیسی: Cierra Runge؛ زادهٔ ۷ مارس ۱۹۹۶)  شناگر اهل ایالات متحده آمریکا است.
وی در مسابقات کشوری و بین‌المللی در مجموع برندهٔ ۳ مدال طلا، ۱ مدال نقره شده‌است.